# Narozeninový problém
V teorii pravděpodobnosti je narozeninový problém úloha vypočítat minimální početnost skupiny lidí, ve které je alespoň 50% pravděpodobnost nalezení dvojice se stejným datem narození (den a měsíc). Narozeninovým paradoxem je pak označována skutečnost, že tento počet (23) je mnohem menší než intuitivní odhad. Pro skupinu 57 a více lidí je tato pravděpodobnost už více než 99 %, postupně rostoucí až ke 100 % pro 366 lidí (za předpokladu že pracujeme s rokem o 365 dnech). Matematika skrytá za tímto problémem vede k známému kryptografickému útoku zvanému narozeninový útok.

## Výpočet pravděpodobnosti

Graf s křivkou přibližné pravděpodobnosti, že alespoň dva lidé sdílejí narozeniny v dané skupině lidí.

Pro výpočet pravděpodobnosti, že v místnosti s n lidmi alespoň dva mají narozeniny ve stejný den, budeme předpokládat rovnoměrné rozdělení narozenin během roku (tj. budeme ignorovat přestupné roky, dvojčata atd.)
Je jednodušší nejprve spočítat pravděpodobnost p(n), že všech n narozenin je rozdílných. Pro n > 365 je tato pravděpodobnost, s ohledem na Dirichletův princip, rovna nule. Pro n ≤ 365 je dána vzorcem:
{\displaystyle {\begin{aligned}{\bar {p}}(n)&=1\cdot \left(1-{\frac {1}{365}}\right)\cdot \left(1-{\frac {2}{365}}\right)\cdots \left(1-{\frac {n-1}{365}}\right)=\\&={365\cdot 364\cdots (365-n+1) \over 365^{n}}=\\&={365! \over 365^{n}(365-n)!}\end{aligned}}}
Protože druhá osoba nemůže mít stejné narozeniny jako první (364/365), třetí nemůže mít stejné narozeniny jako první dvě (363/365), atd.
Skutečnost, že nejméně dva z n lidí mají stejné narozeniny je komplementární jevu, že všechna data narozenin jsou různá.
Proto pravděpodobnost p(n) je
{\displaystyle p(n)=1-{\bar {p}}(n).}
Tato pravděpodobnost překračuje 1/2 pro n = 23 (hodnota kolem 50,7 %). Následující tabulka ukazuje pravděpodobnosti pro některé další hodnoty n (Tabulka ignoruje přestupné roky, jak již bylo výše popsáno):
Za předpokladu, že nebude brán v úvahu přestupný rok, může být tento problém vypočítán také jako (1 − variace (365, počet studentů) / variace s opakováním (365, počet studentů)).
| n   | p(n)                              |
| --- | --------------------------------- |
| 10  | 12 %                              |
| 20  | 41 %                              |
| 23  | 50,7 %                            |
| 30  | 70 %                              |
| 50  | 97 %                              |
| 100 | 99,99997 %                        |
| 200 | 99,9999999999999999999999999998 % |
| 300 | (100 − 6×10−80) %                 |
| 350 | (100 − 3×10−129) %                |
| 366 | 100 %                             |